# Thomas d'Urfey
Thomas d'Urfey (1653-1723) fut un poète et musicien anglais des plus célèbres et prolifiques de son temps.

## Postérité
Alexander Pope se moque légèrement de lui : « Jusqu'aux Contes d'Urfey, ce grand homme a tout lu ». 